# Michael Ayrton

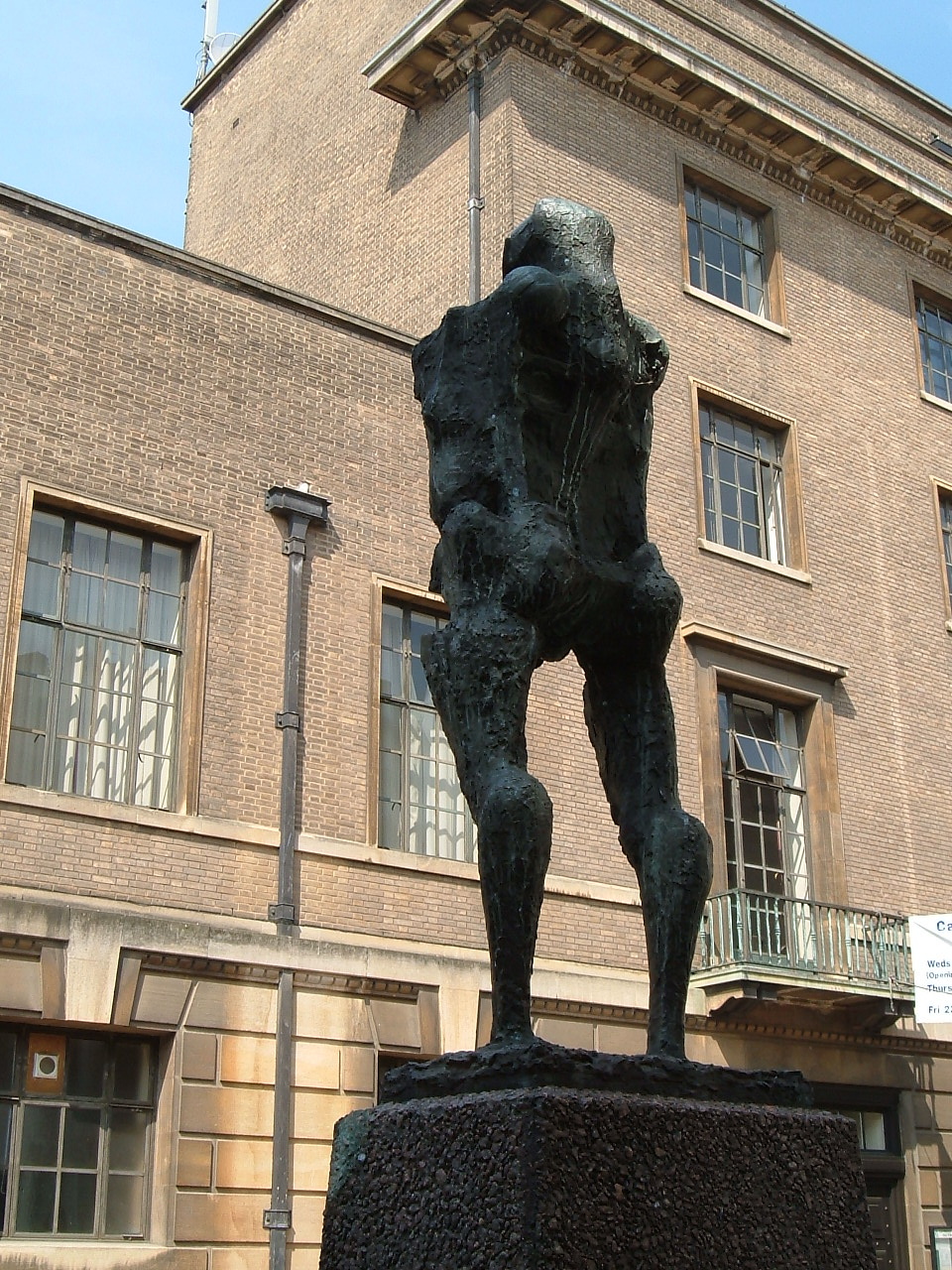
Michael Ayrton: Talos in Cambridge

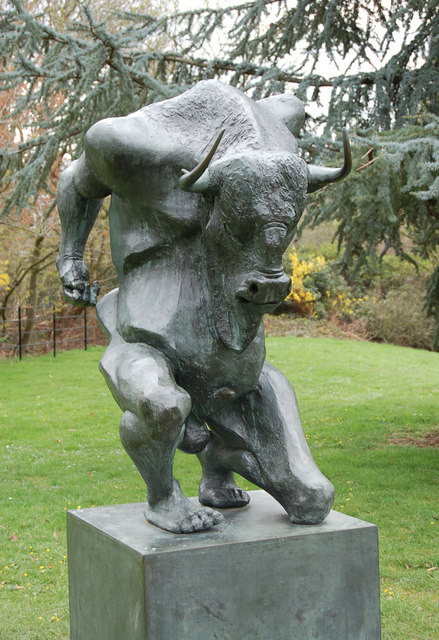
Michael Ayrton: Minotaurus im Yorkshire Sculpture Park

Michael Ayrton, geboren als Michael A. Gould (* 20. Februar 1921 in St. Pancras/London; † 17. November 1975 in Hampstead/London) war ein britischer Maler, Grafiker, Bildhauer und Autor. Künstlerisch ist er einem expressionistisch beeinflussten Surrealismus zuzuordnen; zeitweise wurde er als Vertreter des Neuromantizismus (engl. neo-romanticism) bezeichnet.

## Leben
Michael A. Gould war der Sohn des Künstlers Gerald Gould (1885–1936) und der Labour-Party-Politikerin und späteren Parlamentsabgeordneten Barbara Ayrton (1886–1950), deren Geburtsnamen er übernahm, als sein Vater starb. Er war mit Elisabeth Evelyn Walshe (1910–1991) verheiratet und lebte in Toppesfield, Essex.
Ayrton machte schon in seiner Jugend ausgedehnte Reisen nach Frankreich, Italien und Griechenland. Ein Abstecher nach Barcelona als 14-Jähriger während des Spanischen Bürgerkriegs 1935/36 verlief glimpflich, da er sehr schnell von seiner Mutter zurückgeholt und zu einer Cousine nach Wien geschickt wurde. Dort machte er seine ersten Kunsterfahrungen an der Wiener Albertina, wo er die alten Meisterzeichnungen studierte und kopierte. Nach dem Anschluss Österreichs kehrte er nach England zurück; dort besuchte er verschiedene Kunstschulen: Heatherley School of Fine Art und St John’s Wood Art School. 1939 hatte er in Paris ein Studio zusammen mit John Minton, mit dem er bei Eugene Berman studierte und 1942 in London gemeinsam ausstellte. Gelegentlich arbeitete Ayrton auch im Pariser Studio von Giorgio de  Chirico.
Ayrton war von Kindheit an kränklich, und so musterte ihn während des Zweiten Weltkriegs die Royal Air Force kurz nach der Einberufung wieder aus. Ab 1942 arbeitete er zwei Jahre als Kunstlehrer an der Camberwell School of Art, bevor er 1944 als Kunstkritiker beim Spectator anfing und nun eine Reihe von Aufsätzen und kunstgeschichtlichen Büchern zu schreiben begann. Er arbeitete als Bühnenbilder und vornehmlich als Buchillustrator, so für Wyndham Lewis’ The Human Age-Trilogie und für William Golding. Sein eigenes und von ihm selbst illustriertes Buch Tittivulus Or The Verbiage Collector handelt von dem Kampf eines Teufels mit den Wörtern. Er arbeitete auch mit Constant Lambert zusammen. Ende der 1950er Jahre begann er unter dem Einfluss von Henry Moore die Bildhauerei. In den 1960er Jahren setzte er sich mit dem Minotaurus-Mythos auseinander, schrieb einen Roman The Maze Maker und fertigte vielfältige Plastiken, Gemälde und Zeichnungen zu diesem, zu Daedalus und Ikarus und zu anderen Themen der antiken Mythologie an.

## Werke
- Jupiter and Antiope, 1940, Federzeichnung
- Fête Champêtre, 1940/41, Federzeichnung und Gouache
- The Temptation of Saint Anthony, 1942/43, Öl auf Holz,
- Skull Vision, 1943, Öl auf Holz
- Minotaur, 1968/69, Bronzeskulptur

## Schriften (Auswahl)
- British Drawing. London: Collins 1946
- Aspects of British Art. London: Collins 1947
- Tittivulus or The verbiage collector. London: Max Reinhardt 1953
- The Maze Maker: a novel. New York: Holt, Rinehart and Winston 1967
- Wyndham Lewis, 1882-1957. Michael Ayrton, b. 1921. National Book League (Great Britain) 1971